# Claude-Philippe Fyot de La Marche
Claude-Philippe Fyot (ou Claude-Philibert Fyot), né à Dijon le 12 août 1694 et mort dans cette même ville le 3 juin 1768, chevalier, marquis de La Marche, comte de Bosjean, baron de Montpont, était un magistrat français, premier président au Parlement de Bourgogne de 1745 à 1757. Il fut également un des nombreux correspondants de Voltaire.

## Biographie
Son père, Philibert Fyot de la Marche, est président à mortier au Parlement de Bourgogne, et sa mère, Magdeleine de Mucie, est également issue d'une famille de parlementaires bourguignons. 
Il fait une partie de ses études à Paris, au collège de Clermont, où il se lie d'amitié avec Voltaire, né la même année que lui, et avec lequel il entretient une correspondance nourrie jusqu'au soir de sa vie. À 24 ans, le 1er février 1718, il devient conseiller garde des sceaux au Parlement de Bourgogne, puis Le 21 novembre de la même année il est président à mortier. Il épouse le 23 octobre 1719, à Dijon, Jeanne-Marguerite, fille de Lazare Baillet, ancien président à mortier au Parlement de Bourgogne, et de Marthe de la Michodière.
Pourvu de la charge de Premier Président du Parlement de Dijon le 16 janvier 1745, par la démission de Jean de Berbisey, il est reçu le 15 juin 1745
Il obtient la survivance de sa charge de Premier Président pour son fils Jean-Philippe Fyot de La Marche qui en est pourvu le 29 janvier 1757 et démissionne à son profit le 8 octobre 1757. 
Retiré des affaires, il vit désormais entre Paris et Dijon l'hiver, et son château de la Marche l'été, pour lequel il entreprend des embellissements, fonde un hôpital dans le bourg adjacent de Mervans. Il visite Voltaire à Ferney en septembre 1761 avec le président de Ruffey.
Par lettre patentes de mars 1763, il obtient l’érection de sa terre de la Marche en marquisat   (lettres enregistrées le 10 février 1764).
Claude Philibert Fyot de La Marche s'éteint à Dijon le vendredi 3 juin 1768. Il est inhumé dans Église Saint-Michel de Dijon, au tombeau des Fyot.

## Postérité
De son mariage sont nés au moins trois enfants:
- Jean-Philippe Fyot de La Marche (1723-1772), conseiller puis président à mortier puis premier président du parlement de Bourgogne
- Madeleine Mélanie Fyot de La Marche (née en 1727) qui épouse le 20 mars 1746 Jacques Dominique de Barberie, marquis de Courteilles (1696-1768), ambassadeur de France en Suisse.
- Suzanne Marguerite Fyot de La Marche (1731-1784) qui épouse en avril 1748 Antoine-René de Voyer, marquis de Paulmy puis d’Argenson (1722-1787), fils de René-Louis de Voyer de Paulmy, marquis d'Argenson (1694-1757), et de Marie-Madeleine Méliand.

## Le domaine de Montmusard
Claude Philibert Fyot à beaucoup contribué à l'accroissement du domaine de Montmusard, qu'il hérite de son père en 1723. Grâce à l'achat opportun de nombreuses parcelles, il parvient à réunir un parc de 73 hectares qu'il fait clore de murs. Il achète notamment le domaine de la Motte Saint-Médard, qui bordait la terre de Montmusard au sud et parvient à acquérir le pâquier de la Lochère, vaste étendue marécageuse à l'est, en contre-haut du parc, qui va permettre la création d'un étang et d'un réservoir dans les années 1740 et des aménagements hydrauliques. Entre 1723 et 1754 il plante des jardins magnifiques et l'arpentage qu'il commande à Verniquet en 1748 révèle un clos de 218 journaux de parc (73 hectactes) et 185 journaux de terres domaniales extérieures (64 hectares), formant avec l'enclos une contenance de totale de 403 journaux, soit à peu près 137 hectares. Le plan du domaine de Montmusard, dressé dans l'atlas des routes de Bourgogne, montre la disposition de ces jardins, composés de bosquets de charmilles, de théâtres de verdure, d'un canal et de pièces d'eau. Ils étaient reliés à la ville de Dijon par trois allées de tilleuls, formant promenade, dont l'accès fut autorisé aux Dijonnais jusqu'en 1750. La porte Bourbon, ou porte Neuve, ouverte par la ville de Dijon en 1741, à l'est des remparts, facilitait cette liaison.
Comme on le voit le premier président avait de grands projets pour sa terre de Montmusard, qui furent contrariés par un différend qui l'opposa à la municipalité de Dijon, à propos d'une question de justice seigneuriale. La famille Fyot possédait la terre de Montmusard en franc-alleu, c'est-à-dire qu'elle n'était chargée d'aucun cens ou de redevances, mais c'était un bien de roture soumis à la justice de la municipalité de Dijon. Le premier président se mis en tête que le siège de sa villégiature aux portes de Dijon soit érigée en fief, et que la ville lui concède le droit de haute, basse et moyenne justice sur ce territoire, par un système de sous-inféodation. Le pouvoir municipal dijonnais, dans une première délibération du 1er août 1749 se déclara incompétent, puis rendit un avis dans lequel il déclarait que la demande du président Fyot était contraire aux intérêts de la ville. Les deux parties firent circuler des mémoires pour en appeler à l'opinion publique. Fyot dénigra la probité des échevins municipaux, l'affaire fut portée à Versailles devant le Conseil d'État, qui dans un arrêt du 26 janvier 1750 donna raison au président Fyot et ordonna "que les délibérations du corps de l'hôtel de ville de Dijon soit supprimées rayées et biffées des registres [...]". Le vicomte mayeur et deux échevins furent convoqués, sommés de rendre des comptes ! Un nouvel arrêt du 11 mai 1750 destitua Jean-Pierre Burteur de sa charge de vicomte mayeur et l'intendant de la province signifia aux deux échevins, qui s'étaient le plus violemment opposé au président Fyot, des lettres de cachet et d'exil. La nouvelle assemblée municipale, qui fut formée à l'issue de cette passe d'arme, composée de trois nouveaux membres plutôt favorable à Claude-Philibert Fyot, rejeta une troisième fois la demande en sous-inféodation de la terre de Montmusard. Fyot de La Marche eut la sagesse d’abandonner ses prétentions. Malgré un rapport de forces très inégal entre les deux parties, la ville sortit victorieuse de ce bras de fer. L'affaire n'eut pas d'autres suites, hormis la décision du président Fyot d'interdire en représailles l'accès de ses jardins aux Dijonnais, à compter de cette année 1750.

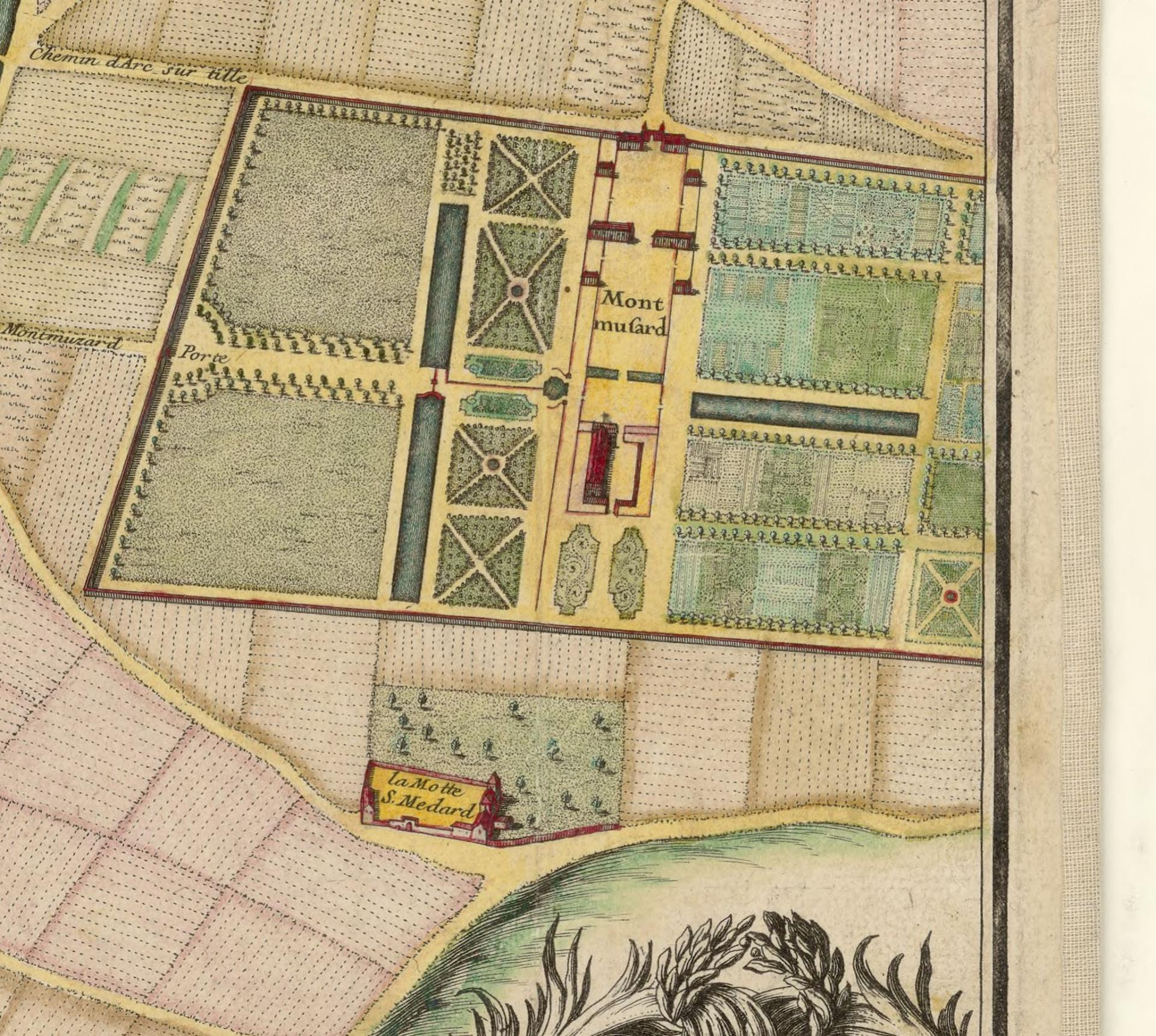
Plan aquarellé du domaine de Montmusard. (1730)
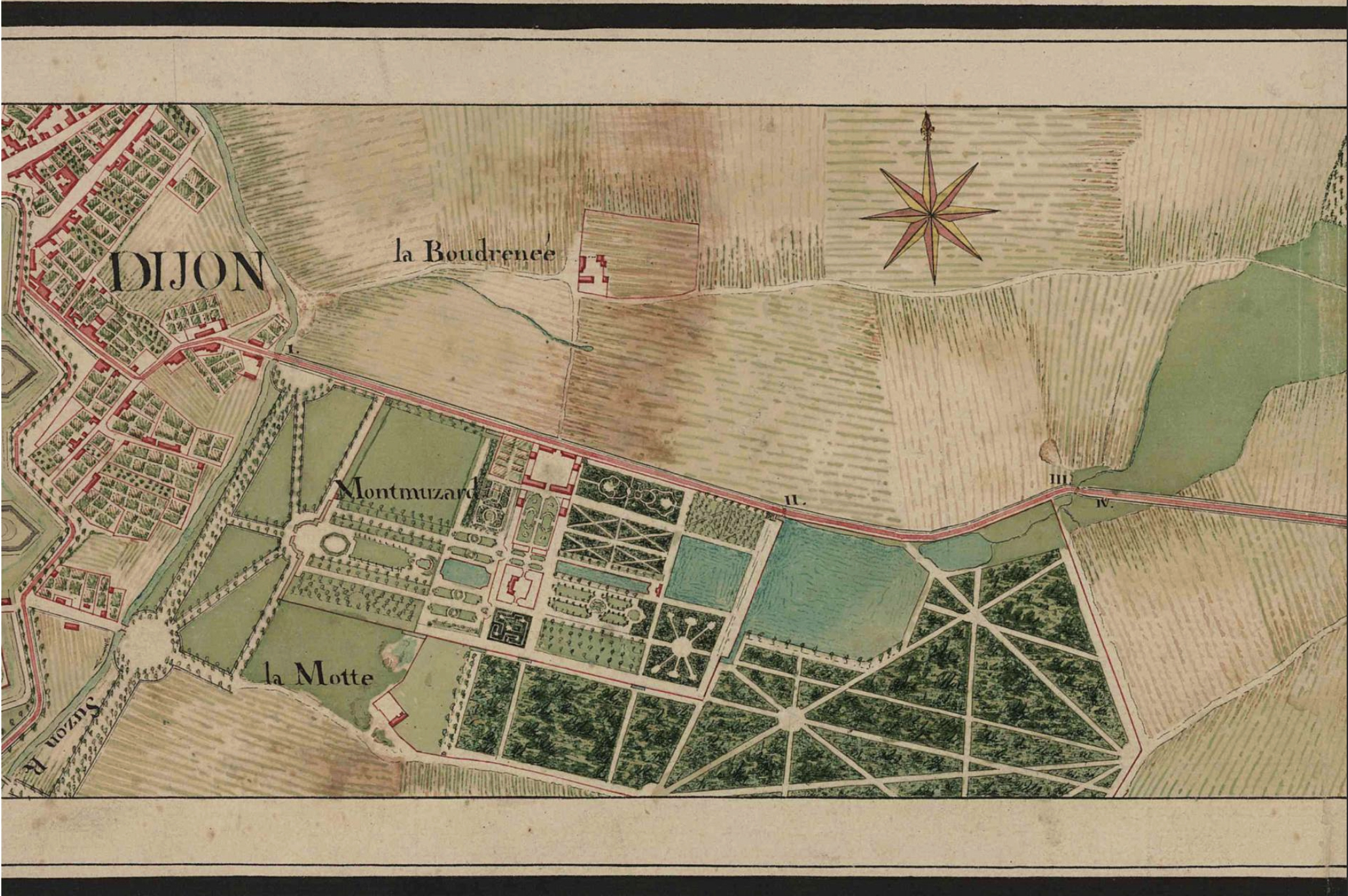
Plan aquarellé du domaine de Montmusard, vers 1760
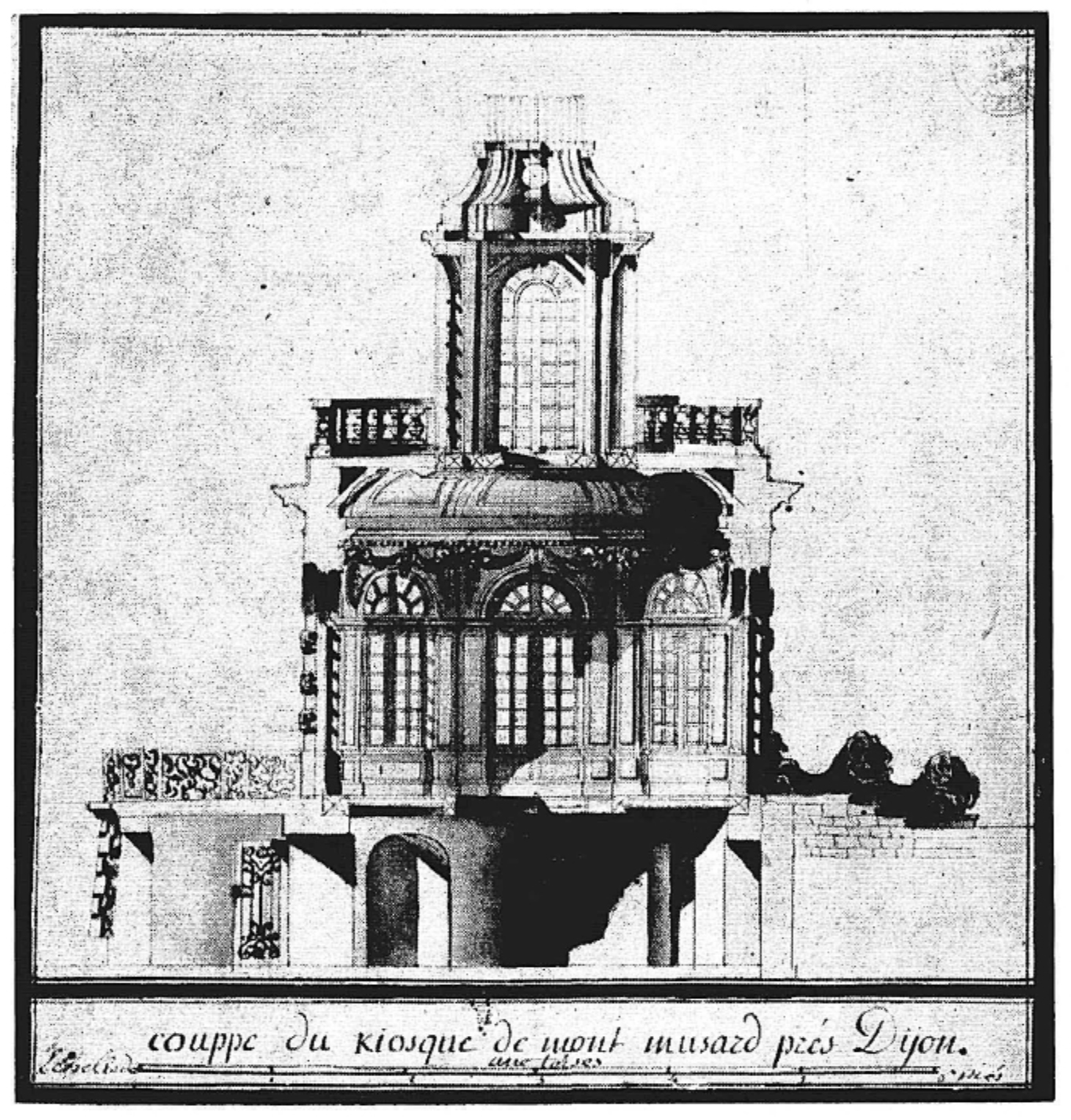
Coupe du kiosque de Montmusard, élevé pour Claude Philibert de La Marche en 1748
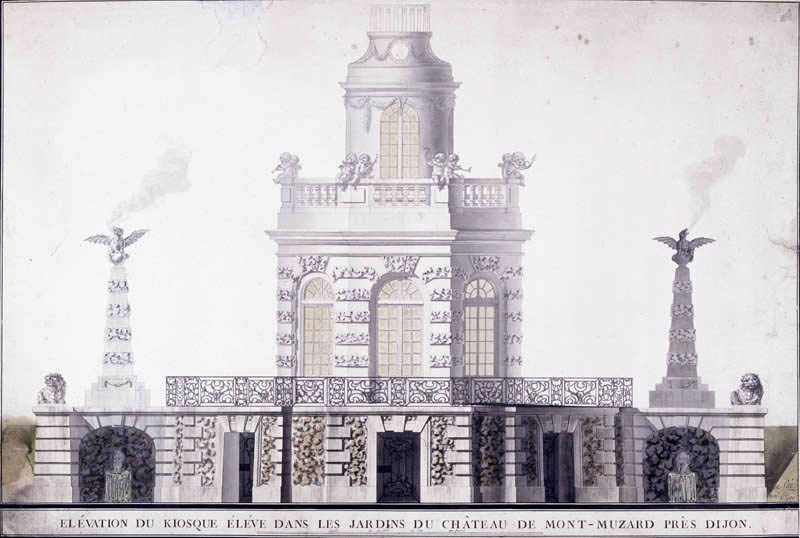
Élévation du kiosque de Montmusard. Relevé de Charles Saint-Père de 1766

Claude-Philibert de La Marche, qui avait fait érigé en 1748 à l’extrémité est du canal une fabrique en forme de kiosque, fit araser en 1756 l'ancien château hérité de ses aïeux. Il n'engagea pas l'immense dépense de reconstruction d'un château moderne, transmettant cette terre de Montmusard à son fils en 1757, alors que celui-ci lui succédait dans la charge de premier président. La lecture de la correspondance de Voltaire, avec lequel il reprend des échanges nombreux à partir de 1760, montre qu'il investit son château de La Marche. Il n'y est jamais fait mention de Montmusard, qui sera érigé par son fils Jean-Philippe Fyot de La Marche sur des plans de Charles de Wailly à partir de 1765.

## Armoiries
Ses armes sont : Écartelé aux 1 et 4, d'azur au chevron d'or accompagné de trois losanges du même, (Fyot), et aux 2 et 3, de sable à trois bandes d'or (La Marche).